# Lista de capítulos de Fullmetal Alchemist

O mangá Fullmetal Alchemist escrito e ilustrado por Hiromu Arakawa, foi publicado pela editora Square Enix na revista Monthly Shōnen Gangan. O primeiro capítulo de Fullmetal Alchemist foi publicado em agosto de 2001 e a publicação encerrou em junho de 2010 no capítulo 108, contando com 27 volumes. Nesta página, os capítulos estão listados por volume, com seus respectivos títulos originais (títulos originais na coluna secundária; os volumes de Fullmetal Alchemist não são titulados). No Japão, foi publicado em duas versões de grande destaque:
- Em tankobon (volume padrão), com 27 volumes publicados entre janeiro de 2002 e novembro de 2010.
- Em kanzenban (edição de luxo), com 18 volumes publicados entre junho de 2011[1] e setembro de 2012.[2]

No Brasil, é licenciado pela editora JBC e foi publicado em 54 edições meio-tanko entre fevereiro de 2007 e abril de 2011. Atualmente, é republicado em formato original desde julho de 2016.

## Volumes
| 1. Os Dois Alquimistas (二人の錬金術師, Futari no Renkinjutsushi) 2. O Preço da Vida (命の代価, Inochi no Daika) | 1. A Cidade das Minas (炭鉱の街, Tankō no Machi) 2. A Batalha no Trem (車上の戦い, Shajō no Tatakai) |

| 1. A Angústia dos Alquimistas (錬金術師の苦悩, Renkinjutsushi no Kunō) 2. O Braço Direito da Destruição (破壊の右手, Hakai no Migite) | 1. Depois da Chuva (雨の後, Ame no Ato) 2. O Caminho da Esperança (希望の道, Kibō no Michi) |

| 1. A Casa Onde a Família Espera (家族の待つ家, Kazoku no Matsu Ie) 2. A Pedra Filosofal (賢者の石, Kenja no Ishi) 3. Os Dois Guardiões (二人の守護者, Futari no Shugosha) | 1. Definição de "Ser Humano" (「人間」の定義, "Ningen" no Teigi) - Omake. O Festival Militar (軍部の祭り, Gunbu no Matsuri) |

| 1. Corpo de Aço (鋼のからだ, Hagane no Karada) 2. Os Sentimentos de uma Filha Única (ひとりっ子の気持ち, Hitorikko no Kimochi) 3. Coração de Aço (鋼のこころ, Hagane no Kokoro) | 1. O Caminho de Cada Um (それぞれの行く先, Sorezore no Yukusaki) - Omake. Cão do Exército? (軍の犬?, Gun no Inu?) |

| 1. Rush Valley, a Cidade Incansável (にわか景気の谷, Niwaka Keiki no Tani) 2. O Valor da Sinceridade (誠意の価値, Seii no Kachi) 3. Farei Isso no Lugar de Vocês (あんた達のかわりに, Anta-tachi no Kawari ni) | 1. A Professora Aterrorizante (師匠の恐怖, Shishō no Kyōfu) 2. Um Segredo só Entre os Dois (二人だけの秘密, Futari dake no Himitsu) |

| 1. O Homem de Máscara (仮面の男, Kamen no Otoko) 2. Batendo na Porta do Céu (叩け 天国の扉, Tatake: Tengoku no Tobira) | 1. O Alquimista do Aço (鋼の錬金術師, Hagane no Renkinjutsushi) 2. Diferenças Entre Mestra e Aprendiz (師弟のけじめ, Shitei no Kejime) |

| 1. Ao Encontro do Mestre (主の元へ, Aruji no Moto e) 2. Os Monstros de Dublith (ダブリスの獣たち, Daburisu no Kemono-tachi) 3. Audácia Descabida (匹夫の勇, Hippu no Yū) | 1. O Olho do Rei (王の眼, Ō no Me) - Omake. A Segundo-Tenente Vai à Batalha (戦う 少尉さん, Tatakau: Shōi-san) |

| 1. A Verdade Oculta Dentro da Armadura (鎧の中 真理の奧, Yoroi no Naka: Shinri no Oku) 2. A Serpente que Morde a Própria Cauda (己の尾を噛む蛇, Onore no O o Kamu Hebi) 3. Os Enviados do Oriente (東方の使者, Tōhō no Shisha) | 1. O Combate em Rush Valley (ラッシュバレーの攻防, Rasshu Barē no Kōbō) - Omake. O Alquimista do Aço e o Anjo Caído (鋼の錬金術師 翔べない天使, Hagane no Renkinjutsushi: Tobenai Tenshi) |

| 1. As Pegadas do Companheiro de Guerra (戦友の足跡, Sen'yū no Sokuseki) 2. O Cordeiro Sacrificatório (生け贄の羊, Ikenie no Hitsuji) | 1. O Alquimista Amargo (苦渋の錬金術師, Kujū no Renkinjutsushi) 2. O Corpo de um Criminoso (咎人の肉体, Toganin no Nikutai) |

| 1. Um Sinal de Contra-Ataque (反撃ののろし, Hangeki no Noroshi) 2. As Intrigas da Central (錯綜のセントラル, Sakusō no Sentoraru) | 1. Sábio do Leste (西の賢者, Nishi no Kenja) 2. Palma da Criança Arrogante (小さな人間の傲慢な掌, Chiisa na Ningen no Gōman na Te) |

| 1. O Pai Diante do Túmulo (墓前の父, Bozen no Chichi) 2. Rio de Lama (泥の河, Doro no Kawa) | 1. Lápide sem Nome (名前の無い墓, Namae no Nai Haka) 2. A Volta do Homem com a Cicatriz (傷の男再び, Kizu no Otoko Futatabi) |

| 1. Costas Largas (遠くの背中, Tōku no Senaka) 2. Garota no Campo de Batalha (戦場の少女, Ikusaba no Shōjo) | 1. Promessa Daquela que Espera (待ち人の約束, Machibito no Yakusoku) 2. Monstro Interior (人中の化け物, Jinchū no Bakemono) |

| 1. Dentro do Estômago (腹の中, Hara no Naka) 2. Portas da Escuridão (闇の扉, Yami no Tobira) | 1. Rei da Toca dos Ladrões (魔窟の王, Makutsu no Ō) 2. Referência Espiritual (魂の道標, Tamashii no Dōhyō) |

| 1. A Relutância de um Idiota (愚者の足掻き, Gusha no Ashikaki) 2. Um Pecado Nasce De Novo (二人の強欲, Futari no Gōyoku) 3. Leões na Távola Redonda (円卓の獅子, Entaku no Shishi) | 1. Cicatrizes de Ishval (イシュヴァールの傷, Ishuvāru no Kizu) - Omake. A Família Elric (エルリックの家, Erurikku no Ke) |

| 1. Pegadas da Ruína (破滅の足音, Hametsu no Ashioto) 2. Alquimistas Corrompidos (背徳の錬金術師, Haitoku no Renkinjutsushi) | 1. Ausência de Deus (神の不在, Kami no Fuzai) 2. O Herói de Ishval (イシュヴァールの英雄, Ishuvāru no Eiyū) |

| 1. Além do Sonho (夢の先, Yume no Saki) 2. A Promessa de 520 Cenz (520センズの約束, 520 Senzu no Yakusoku) | 1. Briggs, a Muralha do Norte (ブリッグズの北壁, Burigguzu no Hokuheki) 2. Lei de Ferro (鉄の掟, Tetsu no Okite) |

| 1. A Rainha da Neve (雪の女王, Yuki no Joō) 2. O Formato desse País (この国のかたち, Kono Kuni no Katachi) | 1. Retrato de Família (家族の肖像, Kazoku no Shōzō) 2. A Pedra Fundamental de Briggs (ブリッグズの礎, Brigguzu no Ishizue) |

| 1. O Homúnculo Original (始まりのホムンクルス, Hajimari no Homunkurusu) 2. O Homem Carmesim (紅蓮の男, Guren no Otoko) | 1. Conseqüências Negativas, Medidas Positivas (負の連鎖 正の一石, Fu no Rensa, Sei no Isseki) 2. Devaneio (白昼の夢, Hakuchū no Yume) |

| 1. O Homenzinho de Dentro do Frasco (Homúnculo) (フラスコの中の小人, Homunkurusu) 2. Os Últimos Dias de Xerxes (クセルクセス最期の日, Kuserukusesu Saigo no Hi) 3. A Forma de um Homem, a Forma de uma Pedra (人の形 石の形, Hito no Katachi, Ishi no Katachi) | 1. Além do Circulo de Transmutação (逆転の錬成陣, Gyakuten no Renseijin) 2. Os Sete Pecados Capitais (七つの罪, Nanatsu no Tsumi) |

| 1. A Picada do Inseto (蟻のひと噛み, Ari no Hito Kami) 2. Uma Visão do Pai (瞼の父, Mabuta no Chichi) 3. Empolgado (バリバリの全開, Baribari no Zenkai) | 1. Família de Alma (魂の家族, Tamashii no Kazoku) 2. O Dia Prometido (約束の日, Yakusoku no Hi) |

| 1. A Sombra do Perseguidor (追跡者の影, Tsuisekisha no Kage) 2. A Caixa Vazia (空の箱, Kara no Hako) | 1. Mensageiro do Além (闇の使者, Yami no Shisha) 2. Um Juramento Subterrâneo (地下道の誓い, Chikadō no Chikai) |

| 1. Amor Familiar (親子の情, Oyako no Jō) 2. Soldados Voltando para Casa (戦士の旗艦, Senshi no Kikan) | 1. O Exército Imortal (不死の軍団, Fushi no Gundan) 2. O Renascimento do Filósofo (賢者の再会, Kenja no Saikai) |

| 1. Forças Combinadas (皆の力, Minna no Chikara) 2. Arquiinimigo (不倶戴天の敵, Fugutaiten no Kataki) 3. As Chamas da Vingança (復讐の炎, Fukushū no Honō) | 1. Além das Chamas (烈火の先に, Rekka no Saki ni) - Omake. O Príncipe do Amanhecer - Prólogo (暁の王子—Prologue, Akatsuki no Ōji - Prologue) |

| 1. Nossas Duas Heroínas (二人の女傑, Futari no Joketsu) 2. Os Dois Filósofos (二人の賢者, Futari no Kenja) 3. Ganância sem Limites (底無しの強欲, Sokonashi no Gōyoku) | 1. Descanso sem Fim (永遠の暇, Eien no Itoma) - Omake. Filha do Crepúsculo - Prólogo (黄昏の少女—Prologue, Tasogare no Shōjo - Prologue) |

| 1. O Portão é Aberto (開かずの扉, Akazu no Tobira) 2. O Quinto Sacrifício Humano (5人目の人柱, Goninme no Hitobashira) | 1. Diante do Portão (扉の前, Tobira no Mae) 2. Pelo Bem de Quem (誰のため, Dare no Tame) |

| 1. O Centro do Mundo (世界の中心, Sekai no Chūshin) 2. No Trono de Deus (神の御座, Kami no Miza) | 1. O Abismo do Orgulho (傲慢の深淵, Puraido no Shin'en) |

| 1. A Batalha Final (最後の戦い, Saigo no Tatakai) 2. O Fim da Jornada (旅路の果て, Tabiji no Hate) | - Omake. O Fim de Outra Jornada (もうひとつの旅路の果て, Mō Hitotsu no Tabiji no Hate) |